# کبوتر زمینی نوک‌کلفت
کبوتر زمینی نوک‌کلفت (نام علمی: Trugon terrestris) همچنین به عنوان «کبوتر جنگلی» یا «کبوتر خاکستری/سربی» نیز شناخته می‌شود، یک گونه از پرندگان خانواده کبوتران است. در سردهٔ Trugon تک‌نماد است. بومی گینه نو و زیستگاه طبیعی آن جنگل‌های دشت نمناک گرمسیری است.

## پراکندگی و زیستگاه
دامنه پراکنش آن محدود به جزیره گینهٔ نو است. زیستگاه آن جنگل‌های پست در ارتفاعات تا حدود ۶۵۰ متر (۲٬۰۰۰ فوت) است. اگرچه معمولاً در جنگل‌های مرطوب اولیه یافت می‌شود، به نظر می‌رسد که می‌تواند از مناطق نیمه‌پاک‌شده استفاده کند.